# 111 Dywizja Strzelecka (ZSRR)
111 Dywizja Strzelecka (ros. 111-я стрелковая дивизия) – związek taktyczny piechoty Armii Czerwionej.

## Formowanie i walki
Sformowana 16 czerwca 1940 na bazie 29 Zapasowej Brygady Strzeleckiej Archangielskim Okręgu Wojskowym. Po stratach doznanych w czasie ataku wojsk niemieckich na Związek Radziecki i walkach w obronie Leningradu została rozformowana. Rozformowana została 17 marca 1942.
Drugie formowanie nastąpiło w 16 lipca 1942. Razem z 116 Dywizją Strzelecką i 213 Dywizją Strzelecką wchodziła w skład 48 Korpusu Strzeleckiego. W czasie walk na ziemiach polskich 111 DS dowodził płk Jurij Sokołow. Dywizja uczestniczyła m.in. w ofensywie Armii Czerwonej rozpoczętej 12 stycznia 1945 roku, biorąc udział w przełamaniu niemieckich fortyfikacji Stellung a2.

## Dowódcy dywizji
- Iwan M. Iwanow
- Siergiej Roginski
- gen. mjr Jurij Sokołow[2]

## Struktura organizacyjna
- 399 pułk strzelecki
- 468 pułk strzelecki
- 532 pułk strzelecki
- 286 pułk artylerii lekkiej
- 561 pułk artylerii haubic (do 01.10.1941)